# Чемпіонат світу з футболу 2010 (кваліфікаційний раунд, КОНМЕБОЛ)
Чемпіонат світу з футболу 2010 (кваліфікаційний раунд, Південна Америка) — відбірковий турнір в Південноамериканській зоні до Чемпіонату світу 2010. В даному турнірі брало участь 10 команд. 4 команди, що зайняли найвищі місця здобули право брати участь в фінальній частині Чемпіонату світу, п'ята команда проволила 2 матчі із четвертою командою зони КОНКАКАФ.
10 команд склало одну групу і грались матчі по груповій схемі в два кола. Переважно проводилось два тури в тиждень для зменшення часу на переїзди гравців (особливо гравців, що є легіонерами в європейських клубах).

## Турнірна таблиця
| М   | Команда   | І  | В  | Н | П  | МЗ | МП | РМ  | О  |
| --- | --------- | -- | -- | - | -- | -- | -- | --- | -- |
| 1.  | Бразилія  | 18 | 9  | 7 | 2  | 33 | 11 | +22 | 34 |
| 2.  | Чилі      | 18 | 10 | 3 | 5  | 32 | 22 | +10 | 33 |
| 3.  | Парагвай  | 18 | 10 | 3 | 5  | 24 | 16 | +8  | 33 |
| 4.  | Аргентина | 18 | 8  | 4 | 6  | 23 | 20 | +3  | 28 |
| 5.  | Уругвай   | 18 | 6  | 6 | 6  | 28 | 20 | +8  | 24 |
| 6.  | Еквадор   | 18 | 6  | 5 | 7  | 22 | 26 | −4  | 23 |
| 7.  | Колумбія  | 18 | 6  | 5 | 7  | 14 | 18 | −4  | 23 |
| 8.  | Венесуела | 18 | 6  | 4 | 8  | 23 | 29 | −6  | 22 |
| 9.  | Болівія   | 18 | 4  | 3 | 11 | 22 | 36 | −14 | 15 |
| 10. | Перу      | 18 | 3  | 4 | 11 | 11 | 34 | −23 | 13 |

|           | Аргентина | Болівія | Бразилія | Венесуела | Еквадор | Колумбія | Парагвай | Перу | Уругвай | Чилі |
| --------- | --------- | ------- | -------- | --------- | ------- | -------- | -------- | ---- | ------- | ---- |
| Аргентина | —         | 3:0     | 1:3      | 4:0       | 1:1     | 1:0      | 1:1      | 2:1  | 2:1     | 2:0  |
| Болівія   | 6:1       | —       | 2:1      | 0:1       | 1:3     | 0:0      | 4:2      | 3:0  | 2:2     | 0:2  |
| Бразилія  | 0:0       | 0:0     | —        | 0:0       | 5:0     | 0:0      | 2:1      | 3:0  | 2:1     | 4:2  |
| Венесуела | 0:2       | 5:3     | 0:4      | —         | 3:1     | 2:0      | 1:2      | 3:1  | 2:2     | 2:3  |
| Еквадор   | 2:0       | 3:1     | 1:1      | 0:1       | —       | 0:0      | 1:1      | 5:1  | 1:2     | 1:0  |
| Колумбія  | 2:1       | 2:0     | 0:0      | 1:0       | 2:0     | —        | 0:1      | 1:0  | 0:1     | 2:4  |
| Парагвай  | 1:0       | 1:0     | 2:0      | 2:0       | 5:1     | 0:2      | —        | 1:0  | 1:0     | 0:2  |
| Перу      | 1:1       | 1:0     | 1:1      | 1:0       | 1:2     | 1:1      | 0:0      | —    | 1:0     | 1:3  |
| Уругвай   | 0:1       | 5:0     | 0:4      | 1:1       | 0:0     | 3:1      | 2:0      | 6:0  | —       | 2:2  |
| Чилі      | 1:0       | 4:0     | 0:3      | 2:2       | 1:0     | 4:0      | 0:3      | 2:0  | 0:0     | —    |

24 листопада 2008 ФІФА ввела санкції проти Федерації футболу Перу через втручання у її діяльність влади країни. Санкції  були зняті 20 грудня 2008.

## Результати

### 1-ий тур
| 13.10.2007 16:30 UTC-2 |

| Уругвай                                             | 5:0      | Болівія |
| --------------------------------------------------- | -------- | ------- |
| Суарес 4' Форлан 38' Абреу 48' Санчес 67' Буено 83' | Протокол |         |

| Сентенаріо, Монтевідео Глядачів: 25,200 Арбітр: Рубен Сельман (Чилі) |

| 13.10.2007 17:40 UTC-3 |

| Аргентина        | 2:0      | Чилі |
| ---------------- | -------- | ---- |
| Рікельме 27' 45' | Протокол |      |

| Монументаль, Буенос-Айрес Глядачів: 55,000 Арбітр: Мартін Васкес (Уругвай) |

| 13.10.2007 17:50 UTC-5 |

| Еквадор | 0:1      | Венесуела |
| ------- | -------- | --------- |
|         | Протокол | Рей 68'   |

| Олімпіко Атахуальпа, Кіто Глядачів: 29,644 Арбітр: Рене Ортубе (Болівія) |

| 13.10.2007 20:00 UTC-5 |

| Перу | 0:0      | Парагвай |
| ---- | -------- | -------- |
|      | Протокол |          |

| Монументаль, Ліма Глядачів: 50,000 Арбітр: Карлос Еугеньйо Сімон (Бразилія) |

| 14.10.2007 16:00 UTC-5 |

| Колумбія | 0:0      | Бразилія |
| -------- | -------- | -------- |
|          | Протокол |          |

| Ель Кампін, Богота Глядачів: 41,000 Арбітр: Карлос Амарілья (Парагвай) |

### 2-ий тур
| 16.10.2007 20:40 UTC-4 |

| Венесуела | 0:2      | Аргентина            |
| --------- | -------- | -------------------- |
|           | Протокол | Міліто 16' Мессі 43' |

| Хосе Паченчо Ромеро, Маракайбо Глядачів: 10,600 Арбітр: Карлос Еугеньйо Сімон (Бразилія) |

| 17.10.2007 16:00 UTC-4 |

| Болівія | 0:0      | Колумбія |
| ------- | -------- | -------- |
|         | Протокол |          |

| Хернандо Сілес, Ла-Пас Глядачів: 19,469 Арбітр: Маурісіо Рейносо (Еквадор) |

| 17.10.2007 19:10 UTC-3 |

| Чилі                    | 2:0      | Перу |
| ----------------------- | -------- | ---- |
| Суасо 11' Фернандес 51' | Протокол |      |

| Національний, Сантьяго Глядачів: 58,000 Арбітр: Оскар Руіз (Колумбія) |

| 17.10.2007 18:10 UTC-4 |

| Парагвай    | 1:0      | Уругвай |
| ----------- | -------- | ------- |
| Вальдес 14' | Протокол |         |

| Дефенсорес дель Чако, Асунсьйон Глядачів: 23,200 Арбітр: Гектор Бальдассі (Аргентина) |

| 17.10.2007 21:45 UTC-2 |

| Бразилія                                              | 5:0      | Еквадор |
| ----------------------------------------------------- | -------- | ------- |
| Вагнер Лав 19' Рональдінью 72' Кака 77' 85' Елано 83' | Протокол |         |

| Маракана, Ріо-де-Жанейро Глядачів: 87,000 Арбітр: Джордж Ларріонда (Уругвай) |

### 3-ій тур
| 17.11.2007 16:00 UTC-3 |

| Аргентина                   | 3:0      | Болівія |
| --------------------------- | -------- | ------- |
| Агуеро 40' Рікельме 56' 74' | Протокол |         |

| Монументаль, Буенос-Айрес Глядачів: 43,308 Арбітр: Віктор Хуго Рівера (Перу) |

| 17.11.2007 16:10 UTC-5 |

| Колумбія   | 1:0      | Венесуела |
| ---------- | -------- | --------- |
| Бустос 82' | Протокол |           |

| Ель Кампін, Богота Глядачів: 28,273 Арбітр: Рубен Сельман (Чилі) |

| 17.11.2007 20:10 UTC-3 |

| Парагвай                                           | 5:1      | Еквадор      |
| -------------------------------------------------- | -------- | ------------ |
| Вальдес 8' Ріверос 26' 87' Санта-Крус 50' Аяла 82' | Протокол | Кавіедес 79' |

| Дефенсорес дель Чако, Асунсьйон Глядачів: 25,433 Арбітр: Хебер Лорес (Бразилія) |

| 18.11.2007 17:00 UTC-2 |

| Уругвай              | 2:2      | Чилі                 |
| -------------------- | -------- | -------------------- |
| Суарес 42' Абреу 81' | Протокол | Салас 59' 70' (пен.) |

| Сентенаріо, Монтевідео Глядачів: 35,000 Арбітр: Серджіо Пезотта (Аргентина) |

| 18.11.2007 16:10 UTC-5 |

| Перу       | 1:1      | Бразилія |
| ---------- | -------- | -------- |
| Варгас 72' | Протокол | Кака 41' |

| Монументаль, Ліма Глядачів: 45,847 Арбітр: Карлос Торрес (Парагвай) |

### 4-ий тур
| 20.11.2007 18:40 UTC-4 |

| Венесуела                                       | 5:3      | Болівія                         |
| ----------------------------------------------- | -------- | ------------------------------- |
| Арісменді 20' 40' Гуерра 81' Мальдонадо 89' 90' | Протокол | Марсело Морено 19' 77' Арсе 27' |

| Пуебло Нуево, Сан-Кристобаль Глядачів: 18,632 Арбітр: Сальвіо Фагундес (Бразилія) |

| 20.11.2007 19:50 UTC-5 |

| Колумбія                 | 2:1      | Аргентина |
| ------------------------ | -------- | --------- |
| Бустос 62' Д. Морено 82' | Протокол | Мессі 36' |

| Ель Кампін, Богота Глядачів: 41,700 Арбітр: Джордж Ларріонда (Уругвай) |

| 21.11.2007 16:30 UTC-5 |

| Еквадор                                   | 5:1      | Перу        |
| ----------------------------------------- | -------- | ----------- |
| Айові 10' 48' Кавіедес 24' Мендес 44' 62' | Протокол | Мендоса 86' |

| Олімпіко Атахуальпа, Кіто Глядачів: 28,557 Арбітр: Карлос Чандіа (Чилі) |

| 21.11.2007 21:45 UTC-2 |

| Бразилія             | 2:1      | Уругвай  |
| -------------------- | -------- | -------- |
| Луїс Фабіано 45' 64' | Протокол | Абреу 9' |

| Стадіон Сісеру Помпеу ді Толеду, Сан-Паулу Глядачів: 70,000 Арбітр: Гектор Бальдассі (Аргентина) |

| 21.11.2007 22:30 UTC-3 |

| Чилі | 0:3      | Парагвай                      |
| ---- | -------- | ----------------------------- |
|      | Протокол | Кабаньяс 24' да Сілва 45' 56' |

| Національний, Сантьяго Глядачів: 52,320 Арбітр: Оскар Руіз (Колумбія) |

### 5-ий тур
| 14.06.2008 16:00 UTC-3 |

| Уругвай    | 1:1      | Венесуела  |
| ---------- | -------- | ---------- |
| Лугано 12' | Протокол | Варгас 56' |

| Сентенаріо, Монтевідео Глядачів: 41,831 Арбітр: Альфредо Інтріаго (Еквадор) |

| 14.06.2008 20:00 UTC-5 |

| Перу       | 1:1      | Колумбія     |
| ---------- | -------- | ------------ |
| Маріно 40' | Протокол | Родальєга 8' |

| Монументаль, Ліма Глядачів: 25,000 Арбітр: Карлос Торрес (Парагвай) |

| 15.06.2008 15:00 UTC-4 |

| Парагвай                    | 2:0      | Бразилія |
| --------------------------- | -------- | -------- |
| Санта-Крус 26' Кабаньяс 49' | Протокол |          |

| Дефенсорес дель Чако, Асунсьйон Глядачів: 38,000 Арбітр: Джордж Ларріонда (Уругвай) |

| 15.06.2008 18:10 UTC-3 |

| Аргентина   | 1:1      | Еквадор     |
| ----------- | -------- | ----------- |
| Паласіо 90' | Протокол | Уррутія 68' |

| Монументаль, Буенос-Айрес Глядачів: 41,167 Арбітр: Рене Ортубе (Болівія) |

| 15.06.2008 19:30 UTC-4 |

| Болівія | 0:2      | Чилі           |
| ------- | -------- | -------------- |
|         | Протокол | Медель 29' 76' |

| Хернандо Сілес, Ла-Пас Глядачів: 27,722 Арбітр: Віктор Хуго Рівера (Перу) |

### 6-ий тур
| 17.06.2008 19:00 UTC-3 |

| Уругвай                                          | 6:0      | Перу |
| ------------------------------------------------ | -------- | ---- |
| Форлан 8' 38' (пен.) 57' Буено 61' 69' Абреу 90' | Протокол |      |

| Сентенаріо, Монтевідео Глядачів: 20,016 Арбітр: Пабло Позо (Чилі) |

| 18.06.2008 16:10 UTC-4 |

| Болівія                                      | 4:2      | Парагвай                   |
| -------------------------------------------- | -------- | -------------------------- |
| Ботеро 23' 70' Гарсія 25' Марсело Морено 76' | Протокол | Санта-Крус 66' Вальдес 82' |

| Хернандо Сілес, Ла-Пас Глядачів: 8,561 Арбітр: Леонардо Гакіба (Бразилія) |

| 18.06.2008 17:00 UTC-5 |

| Еквадор | 0:0      | Колумбія |
| ------- | -------- | -------- |
|         | Протокол |          |

| Олімпіко Атахуальпа, Кіто Глядачів: 33,588 Арбітр: Гектор Бальдассі (Аргентина) |

| 18.06.2008 21:50 UTC-3 |

| Бразилія | 0:0      | Аргентина |
| -------- | -------- | --------- |
|          | Протокол |           |

| Мінейрао, Белу-Оризонті Глядачів: 65,000 Арбітр: Оскар Руіз (Колумбія) |

| 19.06.2008 20:00 UTC-4:30 |

| Венесуела                 | 2:3      | Чилі                          |
| ------------------------- | -------- | ----------------------------- |
| Мальдонадо 59' Аранго 80' | Протокол | Суасо 65' (пен.) 90' Хара 72' |

| Олімпіко Луіс Рамос, Пуерто-ла-Круз Глядачів: 38,000 Арбітр: Роберто Сільвера (Уругвай) |

### 7-ий тур
| 06.09.2008 16:00 UTC-3 |

| Аргентина  | 1:1      | Парагвай        |
| ---------- | -------- | --------------- |
| Агуеро 60' | Протокол | Гайнце 13' (аг) |

| Монументаль, Буенос-Айрес Глядачів: 46,250 Арбітр: Карлос Еугеньйо Сімон (Бразилія) |

| 06.09.2008 16:10 UTC-5 |

| Еквадор                                   | 3:1      | Болівія    |
| ----------------------------------------- | -------- | ---------- |
| Кайседо 21' Мендес 51' (пен.) Бенітес 72' | Протокол | Ботеро 40' |

| Олімпіко Атахуальпа, Кіто Глядачів: 35,000 Арбітр: Пабло Позо (Чилі) |

| 06.09.2008 18:20 UTC-5 |

| Колумбія | 0:1      | Уругвай    |
| -------- | -------- | ---------- |
|          | Протокол | Егурен 15' |

| Ель Кампін, Богота Глядачів: 35,024 Арбітр: Леонардо Гакіба (Бразилія) |

| 06.09.2008 20:30 UTC-5 |

| Перу      | 1:0      | Венесуела |
| --------- | -------- | --------- |
| Альва 39' | Протокол |           |

| Монументаль, Ліма Глядачів: 25,500 Арбітр: Оскар Мальдонадо (Болівія) |

| 07.09.2008 21:00 UTC-4 |

| Чилі | 0:3      | Бразилія                         |
| ---- | -------- | -------------------------------- |
|      | Протокол | Луїс Фабіано 21' 83' Робінью 45' |

| Національний, Сантьяго Глядачів: 60,239 Арбітр: Карлос Торрес (Парагвай) |

### 8-ий тур
| 09.09.2008 20:00 UTC-4 |

| Парагвай                | 2:0      | Венесуела |
| ----------------------- | -------- | --------- |
| Ріверос 28' Вальдес 45' | Протокол |           |

| Дефенсорес дель Чако, Асунсьйон Глядачів: 31,867 Арбітр: Гектор Бальдассі (Аргентина) |

| 10.09.2008 17:40 UTC-3 |

| Уругвай | 0:0      | Еквадор |
| ------- | -------- | ------- |
|         | Протокол |         |

| Сентенаріо, Монтевідео Глядачів: 45,000 Арбітр: Оскар Руіз (Колумбія) |

| 10.09.2008 18:40 UTC-4 |

| Чилі                                         | 4:0      | Колумбія |
| -------------------------------------------- | -------- | -------- |
| Хара 26' Суасо 38' Фуентес 48' Фернандес 71' | Протокол |          |

| Національний, Сантьяго Глядачів: 47,459 Арбітр: Джордж Ларріонда (Уругвай) |

| 10.09.2008 21:50 UTC-3 |

| Бразилія | 0:0      | Болівія |
| -------- | -------- | ------- |
|          | Протокол |         |

| Олімпіко Жоао Хавеланге, Ріо-де-Жанейро Глядачів: 31,422 Арбітр: Альфредо Інтріаго (Еквадор) |

| 10.09.2008 21:30 UTC-5 |

| Перу     | 1:1      | Аргентина     |
| -------- | -------- | ------------- |
| Фано 90' | Протокол | Камб'яссо 82' |

| Монументаль, Ліма Глядачів: 40,000 Арбітр: Карлос Амарілла (Парагвай) |

### 9-ий тур
| 11.10.2008 15:00 UTC-4 |

| Болівія                  | 3:0      | Перу |
| ------------------------ | -------- | ---- |
| Ботеро 4' 16' Гарсія 81' | Протокол |      |

| Хернандо Сілес, Ла-Пас Глядачів: 23,147 Арбітр: Хернандо Буітраго (Колумбія) |

| 11.10.2008 18:10 UTC-3 |

| Аргентина           | 2:1      | Уругвай    |
| ------------------- | -------- | ---------- |
| Мессі 6' Агуеро 13' | Протокол | Лугано 40' |

| Монументаль, Буенос-Айрес Глядачів: 42,421 Арбітр: Карлос Торрес (Парагвай) |

| 11.10.2008 18:20 UTC-5 |

| Колумбія | 0:1      | Парагвай    |
| -------- | -------- | ----------- |
|          | Протокол | Кабаньяс 9' |

| Ель Кампін, Богота Глядачів: 26,000 Арбітр: Пабло Алехандро Лунаті (Аргентина) |

| 12.10.2008 15:30 UTC-4:30 |

| Венесуела | 0:4      | Бразилія                            |
| --------- | -------- | ----------------------------------- |
|           | Протокол | Кака 6' Робінью 10' 67' Адріану 19' |

| Пуебло Нуево, Сан-Кристобаль Глядачів: 38,000 Арбітр: Віктор Хуго Рівера (Перу) |

| 12.10.2008 16:55 UTC-5 |

| Еквадор     | 1:0      | Чилі |
| ----------- | -------- | ---- |
| Бенітес 71' | Протокол |      |

| Олімпіко Атахуальпа, Кіто Глядачів: 33,079 Арбітр: Мартін Васкес (Уругвай) |

### 10-ий тур
| 14.10.2008 16:00 UTC-4 |

| Болівія                | 2:2      | Уругвай             |
| ---------------------- | -------- | ------------------- |
| Марсело Морено 15' 41' | Протокол | Буено 64' Абреу 88' |

| Хернандо Сілес, Ла-Пас Глядачів: 21,075 Арбітр: Гектор Бальдассі (Аргентина) |

| 15.10.2008 17:10 UTC-4 |

| Парагвай    | 1:0      | Перу |
| ----------- | -------- | ---- |
| Кардосо 81' | Протокол |      |

| Дефенсорес дель Чако, Асунсьйон Глядачів: 31,545 Арбітр: Сальвіо Фагундес (Бразилія) |

| 15.10.2008 20:15 UTC-3 |

| Чилі         | 1:0      | Аргентина |
| ------------ | -------- | --------- |
| Орельяна 35' | Протокол |           |

| Національний, Сантьяго Глядачів: 65,000 Арбітр: Оскар Руіз (Колумбія) |

| 15.10.2008 22:00 UTC-3 |

| Бразилія | 0:0      | Колумбія |
| -------- | -------- | -------- |
|          | Протокол |          |

| Маракана, Ріо-де-Жанейро Глядачів: 54,910 Арбітр: Рубен Сельман (Чилі) |

| 15.10.2008 20:30 UTC-4:30 |

| Венесуела                            | 3:1      | Еквадор  |
| ------------------------------------ | -------- | -------- |
| Мальдонадо 48' Морено 56' Аранго 67' | Протокол | Міна 12' |

| Олімпіко Луіс Рамос, Пуерто-ла-Круз Глядачів: 10,581 Арбітр: Енріке Оссес (Чилі) |

### 11-ий тур
| 28.03.2009 17:00 UTC-3 |

| Уругвай               | 2:0      | Парагвай |
| --------------------- | -------- | -------- |
| Форлан 28' Лугано 57' | Протокол |          |

| Сентенаріо, Монтевідео Глядачів: 45,000 Арбітр: Карлос Еугеньйо Сімон (Бразилія) |

| 28.03.2009 19:10 UTC-3 |

| Аргентина                                   | 4:0      | Венесуела |
| ------------------------------------------- | -------- | --------- |
| Мессі 26' Тевес 47' Родрігес 51' Агуеро 73' | Протокол |           |

| Монументаль, Буенос-Айрес Глядачів: 46,085 Арбітр: Віктор Хуго Рівера (Перу) |

| 28.03.2009 19:20 UTC-5 |

| Колумбія                | 2:0      | Болівія |
| ----------------------- | -------- | ------- |
| Торрес 26' Рентерія 88' | Протокол |         |

| Ель Кампін, Богота Глядачів: 22,044 Арбітр: Альфредо Інтріаго (Еквадор) |

| 29.03.2009 16:00 UTC-5 |

| Еквадор   | 1:1      | Бразилія           |
| --------- | -------- | ------------------ |
| Нобоа 89' | Протокол | Жуліу Баптішта 72' |

| Олімпіко Атахуальпа, Кіто Глядачів: 40,000 Арбітр: Карлос Чандіа (Чилі) |

| 29.03.2009 18:10 UTC-5 |

| Перу     | 1:3      | Чилі                                     |
| -------- | -------- | ---------------------------------------- |
| Фано 34' | Протокол | Санчес 2' Суасо 32' (пен.) Фернандес 70' |

| Монументаль, Ліма Глядачів: 48,700 Арбітр: Карлос Амарілла (Парагвай) |

### 12-ий тур
| 31.03.2009 20:00 UTC-4:30 |

| Венесуела            | 2:0      | Колумбія |
| -------------------- | -------- | -------- |
| Федор 77' Аранго 82' | Протокол |          |

| Полідепортіво Качамай, Пуерто Ордаз Глядачів: 35,000 Арбітр: Пабло Позо (Чилі) |

| 01.04.2009 15:30 UTC-4 |

| Болівія                                                              | 6:1      | Аргентина    |
| -------------------------------------------------------------------- | -------- | ------------ |
| Марсело Морено 11' Ботеро 33' (пен.) 53' 66' да Роса 44' Торріко 86' | Протокол | Гонсалес 24' |

| Хернандо Сілес, Ла-Пас Глядачів: 30,487 Арбітр: Мартін Васкес (Уругвай) |

| 01.04.2009 16:20 UTC-5 |

| Еквадор   | 1:1      | Парагвай    |
| --------- | -------- | ----------- |
| Нобоа 63' | Протокол | Бенітес 90' |

| Олімпіко Атахуальпа, Кіто Глядачів: 36,853 Арбітр: Вільмар Рольдан (Колумбія) |

| 01.04.2009 19:10 UTC-4 |

| Чилі | 0:0      | Уругвай |
| ---- | -------- | ------- |
|      | Протокол |         |

| Національний, Сантьяго Глядачів: 55,000 Арбітр: Гектор Бальдассі (Аргентина) |

| 01.04.2009 22:10 UTC-3 |

| Бразилія                                    | 3:0      | Перу |
| ------------------------------------------- | -------- | ---- |
| Луїс Фабіано 18' (пен.) 26' Феліпе Мелу 64' | Протокол |      |

| Бейра-Ріо, Порту-Алегрі Глядачів: 55,000 Арбітр: Серджіо Пезотта (Аргентина) |

### 13-ий тур
| 06.06.2009 16:00 UTC-3 |

| Уругвай | 0:4      | Бразилія                                                 |
| ------- | -------- | -------------------------------------------------------- |
|         | Протокол | Дані Алвеш 12' Жуан 36' Луїс Фабіано 52' Кака 75' (пен.) |

| Сентенаріо, Монтевідео Глядачів: 60,000 Арбітр: Сауль Лаверні (Аргентина) |

| 06.06.2009 16:50 UTC-4 |

| Болівія | 0:1      | Венесуела       |
| ------- | -------- | --------------- |
|         | Протокол | Ріверо 33' (аг) |

| Хернандо Сілес, Ла-Пас Глядачів: 23,427 Арбітр: Карлос Вера (Еквадор) |

| 06.06.2009 18:00 UTC-3 |

| Аргентина | 1:0      | Колумбія |
| --------- | -------- | -------- |
| Діас 56'  | Протокол |          |

| Монументаль, Буенос-Айрес Глядачів: 55,000 Арбітр: Рене Ортубе (Болівія) |

| 06.06.2009 18:50 UTC-4 |

| Парагвай | 0:2      | Чилі                    |
| -------- | -------- | ----------------------- |
|          | Протокол | Фернандес 13' Суасо 50' |

| Дефенсорес дель Чако, Асунсьйон Глядачів: 34,000 Арбітр: Серджіо Пезотта (Аргентина) |

| 06.06.2009 15:30 UTC-5 |

| Перу       | 1:2      | Еквадор                 |
| ---------- | -------- | ----------------------- |
| Варгас 52' | Протокол | Монтеро 38' Теноріо 59' |

| Монументаль, Ліма Глядачів: 17,050 Арбітр: Карлос Торрес (Парагвай) |

### 14-ий тур
| 10.06.2009 16:00 UTC-5 |

| Еквадор                | 2:0      | Аргентина |
| ---------------------- | -------- | --------- |
| Айові 72' Паласіос 83' | Протокол |           |

| Олімпіко Атахуальпа, Кіто Глядачів: 36,359 Арбітр: Карлос Чандія (Чилі) |

| 10.06.2009 18:00 UTC-5 |

| Колумбія           | 1:0      | Перу |
| ------------------ | -------- | ---- |
| Фалькао Гарсія 25' | Протокол |      |

| Естідіо Атанасіо Гірардот, Меделін Глядачів: 32,300 Арбітр: Карлос Еуженьйо Сімон (Бразилія) |

| 10.06.2009 21:50 UTC-3 |

| Бразилія               | 2:1      | Парагвай     |
| ---------------------- | -------- | ------------ |
| Робінью 40' Нілмар 49' | Протокол | Кабаньяс 25' |

| Арруда, Ресіфі Глядачів: 56,682 Арбітр: Оскар Руіс (Колумбія) |

| 10.06.2009 21:00 UTC-4 |

| Чилі                                   | 4:0      | Болівія |
| -------------------------------------- | -------- | ------- |
| Бозежур 43' Естрада 74' Санчес 78' 88' | Протокол |         |

| Національний, Сантьяго Глядачів: 60,214 Арбітр: Роберто Сільвера (Уругвай) |

| 10.06.2009 20:30 UTC-4:30 |

| Венесуела             | 2:2      | Уругвай               |
| --------------------- | -------- | --------------------- |
| Мальдонадо 9' Рей 74' | Протокол | Суарес 60' Форлан 72' |

| Полідепортіво Качамай, Пуерто Ордас Глядачів: 37,000 Арбітр: Сальвіо Фагундес (Бразилія) |

### 15-ий тур
| 05.09.2009 15:30 UTC-5 |

| Колумбія                     | 2:0      | Еквадор |
| ---------------------------- | -------- | ------- |
| Мартінес 82' Гутьєррес 90+4' | Протокол |         |

| Естідіо Атанасіо Гірардот, Меделін Глядачів: 42,000 Арбітр: Серджіо Пезотта (Аргентина) |

| 05.09.2009 15:30 UTC-5 |

| Перу        | 1:0      | Уругвай |
| ----------- | -------- | ------- |
| Ренгіфо 86' | Протокол |         |

| Монументаль, Ліма Глядачів: 15,000 Арбітр: Карлос Чандіа (Чилі) |

| 05.09.2009 18:30 UTC-5 |

| Парагвай              | 1:0      | Болівія |
| --------------------- | -------- | ------- |
| Кабаньяс 45+1' (пен.) | Протокол |         |

| Дефенсорес дель Чако, Асунсьйон Глядачів: 25,904 Арбітр: Віктор Хуго Каррілло (Перу) |

| 05.09.2009 21:30 UTC-3 |

| Аргентина  | 1:3      | Бразилія                         |
| ---------- | -------- | -------------------------------- |
| Датоло 66' | Протокол | Луізао 24' Луїс Фабіано 30', 68' |

| Хіганте де Аррожіто, Росаріо Глядачів: 37,000 Арбітр: Оскар Руїз (Колумбія) |

| 05.09.2009 21:30 UTC-4 |

| Чилі                  | 2:2      | Венесуела                |
| --------------------- | -------- | ------------------------ |
| Відаль 10' Мільяр 52' | Протокол | Мальдонадо 33' Рей 45+1' |

| Монументаль, Сантьяго Глядачів: 44,000 Арбітр: Рене Ортубе (Болівія) |

### 16-ий тур
| 09.09.2009 15:00 UTC-4 |

| Болівія      | 1:3      | Еквадор                            |
| ------------ | -------- | ---------------------------------- |
| Єсеротте 85' | Протокол | Мендес 4' Валенсія 46' Бенітес 56' |

| Хернандо Сілес, Ла-Пас Глядачів: 10,200 Арбітр: Гектор Бальдассі (Аргентина) |

| 09.09.2009 18:00 UTC-3 |

| Уругвай                         | 3:1      | Колумбія     |
| ------------------------------- | -------- | ------------ |
| Суарес 6' Скотті 77' Егурен 88' | Протокол | Мартінес 64' |

| Сентенаріо, Монтевідео Глядачів: 30,000 Арбітр: Карлос Торрес (Парагвай) |

| 09.09.2009 19:00 UTC-4 |

| Парагвай    | 1:0      | Аргентина |
| ----------- | -------- | --------- |
| Вальдес 28' | Протокол |           |

| Дефенсорес дель Чако, Асунсьйон Глядачів: 38,000 Арбітр: Сальвіо Фагундес (Бразилія) |

| 09.09.2009 20:30 UTC-4:30 |

| Венесуела                 | 3:1      | Перу               |
| ------------------------- | -------- | ------------------ |
| Федор 32', 52' Варгас 70' | Протокол | Фуенмайор 41' (аг) |

| Олімпіко Луіс Рамос, Пуерто-ла-Круз Глядачів: 31,703 Арбітр: Карлос Вера (Еквадор) |

| 09.09.2009 22:00 UTC-3 |

| Бразилія                                | 4:2      | Чилі                    |
| --------------------------------------- | -------- | ----------------------- |
| Нілмар 31', 73', 76' Жуліу Баптішта 40' | Протокол | Суасо 45+1' (пен.), 52' |

| Пітуачу, Салвадор Глядачів: 30,000 Арбітр: Джордж Ларріонда (Уругвай) |

### 17-ий тур
| 10.10.2009 19:00 UTC-3 |

| Аргентина                | 2:1      | Перу        |
| ------------------------ | -------- | ----------- |
| Ігуаїн 48' Палермо 90+3' | Протокол | Ренгіфо 90' |

| Монументаль, Буенос-Айрес Глядачів: 38,019 Арбітр: Рене Ортубе (Болівія) |

| 10.10.2009 17:00 UTC-5 |

| Колумбія                    | 2:4      | Чилі                                           |
| --------------------------- | -------- | ---------------------------------------------- |
| Мартінес 13' Дж. Морено 63' | Протокол | Понсе 35' Суасо 36' Вальдівія 72' Орельяна 79' |

| Естідіо Атанасіо Гірардот, Меделін Глядачів: 18,000 Арбітр: Віктор Хуго Рівера (Перу) |

| 10.10.2009 17:00 UTC-5 |

| Еквадор      | 1:2      | Уругвай                        |
| ------------ | -------- | ------------------------------ |
| Валенсія 67' | Протокол | Суарес 69' Форлан 90+4' (пен.) |

| Олімпіко Атахуальпа, Кіто Глядачів: 42,700 Арбітр: Сальвіо Фагундес (Бразилія) |

| 10.10.2009 17:30 UTC-4:30 |

| Венесуела  | 1:2      | Парагвай                 |
| ---------- | -------- | ------------------------ |
| Рондон 86' | Протокол | Кабаньяс 55' Кардосо 79' |

| Полідепортіво Качамай, Пуерто Ордас Глядачів: 41,680 Арбітр: Карлос Чандіа (Чилі) |

| 11.10.2009 16:00 UTC-4 |

| Болівія                         | 2:1      | Бразилія   |
| ------------------------------- | -------- | ---------- |
| Оліварес 10' Марсело Морено 31' | Протокол | Нілмар 70' |

| Хернандо Сілес, Ла-Пас Глядачів: 16,557 Арбітр: Пабло Позо (Чилі) |

### 18-ий тур
| 14.10.2009 15:00 UTC-5 |

| Перу     | 1:0      | Болівія |
| -------- | -------- | ------- |
| Фано 54' | Протокол |         |

| Естадіо Алехандро Віллануева, Ліма Глядачів: 4,373 Арбітр: Хуан Сото (Венесуела) |

| 14.10.2009 18:00 UTC-4 |

| Бразилія | 0:0      | Венесуела |
| -------- | -------- | --------- |
|          | Протокол |           |

| Моренао, Кампу-Гранді Глядачів: 23,746 Арбітр: Віктор Хуго Каррілло (Перу) |

| 14.10.2009 19:00 UTC-3 |

| Чилі      | 1:0      | Еквадор |
| --------- | -------- | ------- |
| Суасо 51' | Протокол |         |

| Національний, Сантьяго Глядачів: 47,000 Арбітр: Карлос Торрес (Парагвай) |

| 14.10.2009 20:00 UTC-4 |

| Парагвай | 0:2      | Колумбія                |
| -------- | -------- | ----------------------- |
|          | Протокол | Рамос 61' Родальєга 78' |

| Дефенсорес дель Чако, Асунсьйон Глядачів: 17,503 Арбітр: Паоло де Олівейра (Бразилія) |

| 14.10.2009 20:00 UTC-2 |

| Уругвай | 0:1      | Аргентина   |
| ------- | -------- | ----------- |
|         | Протокол | Болатті 84' |

| Сентенаріо, Монтевідео Глядачів: 60,000 Арбітр: Карлос Амарілла (Парагвай) |

## Плей-оф
Уругвай, здобувши п'яте  місце за підсумками турніру провів два матчі зі збірною Коста-Рики, яка зайняла четверте місце в зоні КОНКАКАФ, за право виступати в фінальній частині Чемпіонату світу 2010. Жеребкування відбулось 2 червня 2009 під час конференції ФІФА в Нассау, Багамські острови.
| 14.11.2009 20:00 UTC-6 |

| Коста-Рика | 0:1      | Уругвай    |
| ---------- | -------- | ---------- |
|            | Протокол | Лугано 23' |

| Естадіо Рікардо Сапрісса Айма, Сан-Хосе Глядачів: 22,000 Арбітр: Альберто Ундіано Маллеко (Іспанія) |

| 18.11.2009 21:00 UTC-2 |

| Уругвай   | 1:1      | Коста-Рика  |
| --------- | -------- | ----------- |
| Абреу 70' | Протокол | Сентено 74' |

| Сентенаріо, Монтевідео Глядачів: 62,150 Арбітр: Массімо Бузакка (Швейцарія) |

Уругвай переміг 2:1 у підсумку, здобувши право виступати на Чемпіонаті світу.

## Бомбардири
Було забито 234 м'ячі у 92 матчах, у середньому 2.54 голи за гру.
| # | Футболіст           | Країна    | Голи   |
| - | ------------------- | --------- | ------ |
| 1 | Умберто Суасо       | Чилі      | 10 (3) |
| 2 | Луїс Фабіано        | Бразилія  | 9 (1)  |
| 3 | Хоакін Ботеро       | Болівія   | 8 (1)  |
| 4 | Дієго Форлан        | Уругвай   | 7 (2)  |
| 4 | Марсело Морено      | Болівія   | 7      |
| 6 | Жанкарло Мальдонадо | Венесуела | 6 (1)  |
| 6 | Сальвадор Кабаньяс  | Парагвай  | 6      |
| 6 | Себастьян Абреу     | Уругвай   | 6      |
| 9 | Кака                | Бразилія  | 5 (1)  |
| 9 | Нілмар              | Бразилія  | 5      |
| 9 | Нельсон Вальдес     | Парагвай  | 5      |
| 9 | Луїс Суарес         | Уругвай   | 5      |

4 голи
| - Серхіо Агуеро - Ліонель Мессі - Хуан Роман Рікельме | - Робінью - Едісон Мендес - Карлос Буено | - Дієго Лугано - Матіас Фернандес |

3 голи
| - Хуан Аранго - Хосе Мануель Рей - Ніколас Федор - Вальтер Айові | - Крістіан Бенітес - Джексон Мартінес - Крістіан Ріверос - Роке Санта-Крус | - Хоан Фано - Алексіс Санчес |

2 голи
| - Рональд Гарсія - Жуліу Баптішта - Даніель Арісменді - Рональд Варгас - Антоніо Валенсія - Іван Кавіедес | - Крістіан Нобоа - Рубен Даріо Бустос - Уго Родальєга - Пауло да Сілва - Оскар Кардосо - Хуан Мануель Варгас | - Хернан Ренгіфо - Себастьян Егурен - Гарі Медель - Фабіан Орельяна - Марсело Салас - Гонсало Хара |

1 гол
| - Маріо Болатті - Луїс Гонсалес - Хесус Датоло - Даніель Діас - Гонсало Ігуаїн - Естебан Камб'яссо - Габріель Міліто - Родріго Паласіо - Мартін Палермо - Максі Родрігес - Карлос Тевес - Хуан Карлос Арсе - Жерардо Єсеротте - Алекс да Роса - Едгар Рональдо Оліварес - Діді Торріко - Адріану - Даніель Алвеш | - Вагнер Лав - Елано - Жуан - Луізао - Феліпе Мелу - Рональдінью - Алехандро Гуерра - Алехандро Морено - Алексендер Рондон - Феліпе Кайседо - Ісаак Міна - Джефферсон Монтеро - Пабло Паласіос - Карлос Теноріо - Патрісіо Уррутія - Радамель Фалькао Гарсія - Теофіло Гутьєррес - Дайро Морено | - Джованні Морено - Адріан Рамос - Васон Рентерія - Макнеллі Торрес - Нестор Аяла - Едгар Бенітес - П'єро Альва - Хуан Карлос Маріно - Андрес Мендоса - Вісенте Санчес - Андрес Скотті - Жан Бозежур - Хорхе Вальдівія - Артуро Відаль - Марко Естрада - Родріго Мільяр - Вальдо Понсе - Ісмаель Фуентес |

Автоголи
- Габріель Гайнце (у грі з Парагваєм)
- Рональд Ріверо (у грі з Венесуелою)
- Хуан Фуенмайор (у грі з Перу)

* FIFA.com: Статистика [Архівовано 1 липня 2014 у Wayback Machine.]